# Theresa Scholze
Teresa Scholze (Schmölln, 11 febbraio 1980) è un'attrice tedesca.

## Biografia
Figlia di attori, si forma professionalmente presso l'Accademia di Musica e Teatro "Felix Mendelssohn Bartholdy" di Lipsia.
La partecipazione alla serie televisiva The Last Witness, nella quale interpretava la figlia del medico legale Roberto Kolmaar, ruolo che le ha valso un premio come giovane attrice nel 1998, la fa conoscere al pubblico.
La sua attività la porta a lavorare sia nel cinema e televisione sia nei teatri, dove recita nel ruolo di Cordelia nel Re Lear di William Shakespeare, durante la stagione 2002-2003 alla Schauspielhaus di Lipsia e nel 2003-2004 al teatro Hans Otto di Potsdam.
Al fianco di Jan Hartmann interpreta nella soap opera Alisa - Segui il tuo cuore il ruolo di Alisa, che la renderà una celebrità in Germania e in Italia, nella prima stagione. Successivamente lascia la seconda stagione alla protagonista della seconda stagione, per la quale la soap opera modificherà parzialmente il nome proprio per via del matrimonio di Alisa.